# Gabriela Muskała
Gabriela Muskała (Kłodzko, 11 juni 1969) is een Poolse film- en theateractrice.